# Касай (Хіого)
34°55′40″ пн. ш. 134°50′31″ сх. д. / 34.92778° пн. ш. 134.84194° сх. д.
Касай (яп. 加西市) — місто в Японії, на півдні префектури Хьоґо.
Засноване 1 квітня 1967 року під час об'єднання міст Ходзьо, Іцумі та Кайсай (старого).

## Культура
- Ітідзьо Дзі — храмова пагода, яку закінчили будувати 1171 року, один із Національних скарбів Японії

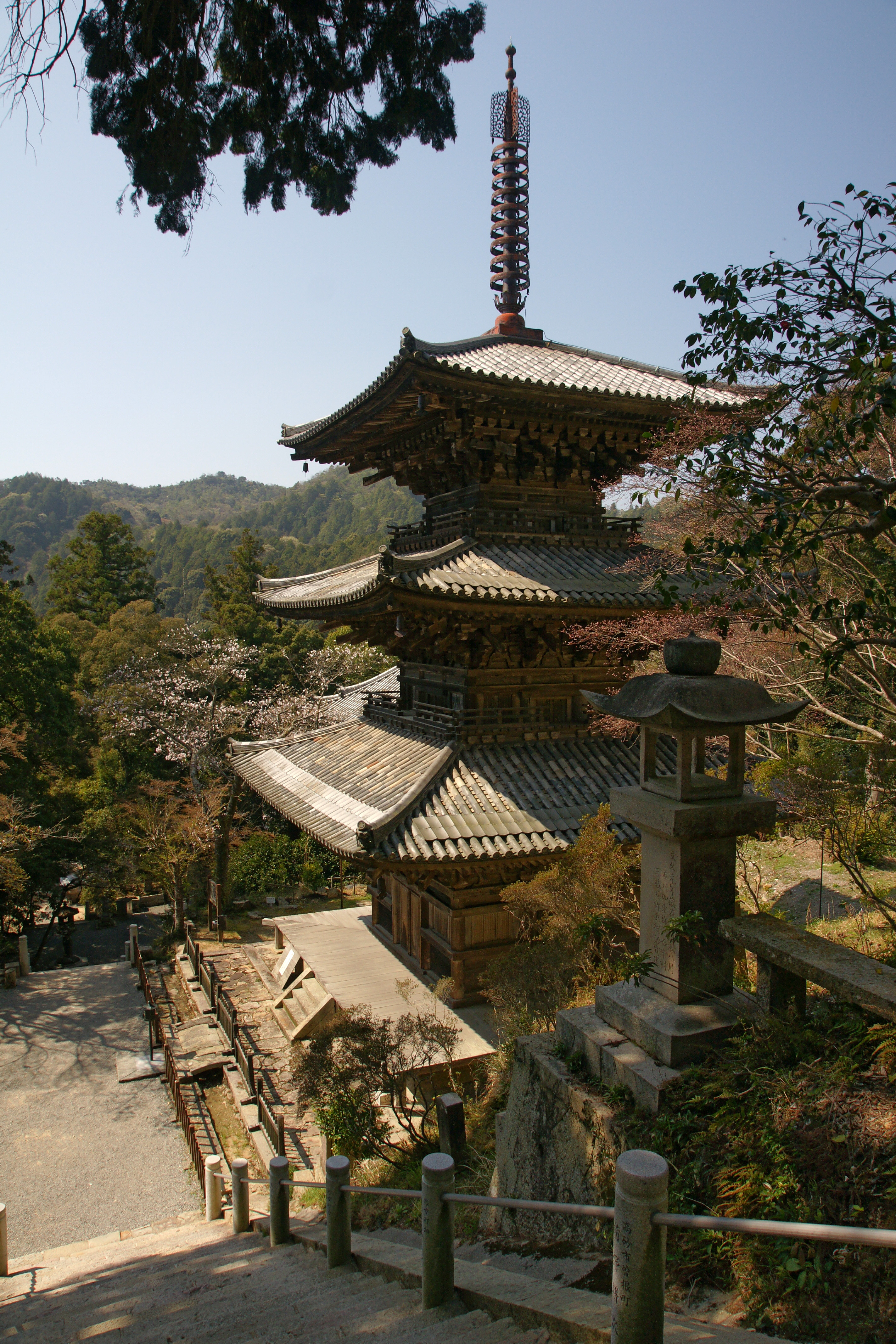
Пагода Ітідзьо Дзі